# Черниговка (Херсонская область)
Черниговка (укр. Чернігівка) — село в Генической городской общине Генического района Херсонской области Украины на полуострове Чонгар. Непосредственно восточнее расположено Соколовское озеро.
Население по переписи 2001 года составляло 33 человека. Почтовый индекс — 75572. Телефонный код — 5534. Код КОАТУУ — 6522188009.

## Местный совет
75570, Херсонская обл., Генический р-н, с. Чонгар, ул. Гагарина, 20а